# Florian Liegl
Florian Liegl (* 1. Februar 1983 in Innsbruck) ist ein ehemaliger österreichischer Skispringer. Mit einer Körpergröße von 1,91 m bei 69 kg Gewicht war er einer der größten Skispringer. Liegl war Sänger und Gitarrist der Rock-Band Superpursuitmode, mit der er mehrere Alben aufgenommen hat. Nach mehreren Trainerstationen im ÖSV wurde er im Mai 2024 zum Sportlichen Leiter Skispringen & Nordische Kombination des ÖSV bestellt.

## Werdegang
Liegl war für den Verein SV Natters-Bergisel aktiv. Bei den Juniorenweltmeisterschaften gewann er 1999 in Saalfelden am Steinernen Meer und 2000 im slowakischen Štrbské Pleso mit den Österreichern jeweils den Titel im Mannschaftsspringen. Bei den Junioren-Weltmeisterschaften 2001 im polnischen Karpacz wurde er im Mannschaftsspringen Zweiter und im Einzelspringen Dritter, punktgleich mit seinem Landsmann Stefan Kaiser. Den ersten Auftritt im Weltcup hatte Florian Liegl in der Saison 1999/2000 bei der Vierschanzentournee in Innsbruck und Bischofshofen. Er belegte hier die Ränge 34 und 50. Seine erste komplette Weltcupsaison 2002/03 war mit 15 Top-Ten-Platzierungen, acht Podestplätzen und einem Sieg auch seine erfolgreichste. Sein erster Weltcupsieg am 1. Februar 2003 beim Skifliegen am Kulm in Tauplitz war auch sein einziger. Insgesamt belegte er am Ende der Saison Platz fünf im Gesamtweltcup.
Diese Leistung konnte er jedoch in den folgenden Jahren nicht mehr erreichen. 2003/04 gab es keine Top-Ten-Platzierung, was nur Platz 40 im Gesamtweltcup bedeutete. In der Saison 2004/05 war sein bestes Ergebnis ein sechster Platz in Sapporo sowie ein zweiter Rang beim Continental-Cup-Springen in Bischofshofen. Am Ende des Jahres fand er sich auf Platz 31 wieder. Deshalb beendete er überraschend im Herbst 2005 vorerst seine Karriere. Grund für diese Entscheidung waren Motivations- und Verletzungsprobleme. Außerdem musste er bei den Weltmeisterschaften 2005 die undankbare Rolle des Ersatzmannes im Team Österreich einnehmen.
So überraschend wie der Rücktritt vom Skispringen war im April 2006 die Ankündigung des Comebacks. Der erste Weltcup-Auftritt nach dem Comeback fand am 3. Jänner 2007 im Rahmen der Vierschanzentournee 2006/07 in Innsbruck statt. Hier startete er in der nationalen Gruppe und qualifizierte sich für das Hauptspringen am 4. Jänner, bei dem er jedoch im KO-Duell gegen Arttu Lappi unterlag. Insgesamt belegte er bei diesem Comeback im Weltcup den 44. Platz. Am 7. Jänner 2007 erreichte er in Bischofshofen als 29. erstmals wieder Weltcuppunkte.
Bei der Universiade 2007 konnte er gemeinsam mit Bastian Kaltenböck und Manuel Fettner Gold im Teamwettbewerb gewinnen. Dennoch erklärte Liegl im Mai 2007 – aus Mangel an Motivation – seinen endgültigen Rücktritt vom aktiven Leistungssport. Er arbeitete anfangs als Stützpunkttrainer in Innsbruck für den ÖSV. Seit 2013 ist er gemeinsam mit Florian Schabereiter Co-Trainer der österreichischen Nationalmannschaft.
Bei der Vierschanzentournee 2010/11 übernahm er mit Andreas Widhölzl den Part als Helmkameraspringer.

## Erfolge

### Weltcupsiege im Einzel
| Nr. | Datum           | Ort      | Typ         |
| --- | --------------- | -------- | ----------- |
| 1.  | 1. Februar 2003 | Tauplitz | Flugschanze |

### Weltcupsiege im Team
| Nr. | Datum        | Ort  | Typ         |
| --- | ------------ | ---- | ----------- |
| 1.  | 8. März 2003 | Oslo | Großschanze |

### Weltcup-Platzierungen
| Saison  | Platz | Punkte |
| ------- | ----- | ------ |
| 2002/03 | 5.    | 986    |
| 2003/04 | 40.   | 071    |
| 2004/05 | 31.   | 129    |
| 2006/07 | 88.   | 002    |